# Estrecho de Haro
El estrecho de Haro (del inglés: 'Haro Strait') es un estrecho marino localizado en la costa del océano Pacífico de América del Norte, uno de los principales canales que conectan el estrecho de Georgia con el estrecho de Juan de Fuca, separando la isla de Vancouver y las islas del Golfo (pertenecientes a la Columbia Británica, Canadá), de las islas San Juan (pertenecientes al estado de Washington, Estados Unidos).
Este estrecho forma parte del límite internacional entre Canadá y Estados Unidos en el paralelo 49° de latitud norte. 

## Historia
La región del estrecho de Haro y otras aguas que rodean las islas del Golfo y las islas de San Juan —que geográficamente son un único archipiélago dividido artificialmente por límites internacionales— estuvieron pobladas por algunas tribus salish, como los lummi, los saanich y los klallam, pero la importancia natural de la ruta como vía fluvial regional también la convirtió en una importante ruta marítima para las incursiones y el comercio regular para todos los pueblos marinos de la costa noroeste.
El estrecho de Haro recibió su nombre en 1790 de manos de Manuel Quimper, comandante del Princesa Real, en honor a su piloto, Gonzalo López de Haro. En 1791, Francisco de Eliza envió a José María Narváez a lo profundo del estrecho de Georgia a través de los estrechos de Haro y Rosario. En 1792, el estrecho de Haro fue explorado y cartografiado por George Vancouver. Edmond S. Meany propuso una teoría alternativa sobre el nombre: el estrecho de Haro recibió su nombre en honor a Alonso Núñez de Haro y Peralta, arzobispo de México de 1772 a 1800 y, durante varios meses de 1787, virrey de Nueva España.
El estatus del estrecho de Haro como ubicación de la frontera internacional no se estableció hasta la resolución de la disputa de las islas de San Juan en 1870, cuando fue seleccionado por un árbitro, el káiser alemán Guillermo I, sobre el estrecho de Rosario, en el lado oriental de las islas de San Juan, que era el preferido por los británicos y habría convertido a las islas de San Juan en parte de la Columbia Británica, como las consideraron originalmente los británicos después del Tratado de Oregón de 1846.
El estrecho de Haro también es un lugar importante para la pesca comercial regional, ya que la mayor parte de la migración del salmón del río Fraser utiliza el estrecho de Haro para ingresar a ese río.
La isla D'Arcy, en el lado canadiense del estrecho, fue una colonia de leprosos para inmigrantes chinos en el siglo XIX.
Los mapas más antiguos del USGS, como la edición de 1976 del cuadrángulo Victoria (escala 1:250.000), muestran que el estrecho de Haro abarca el paso Boundary, que pasa al sur de la isla Saturna.